# Brachypeza subarmata
Brachypeza subarmata är en tvåvingeart som beskrevs av Zaitzev 1989. Brachypeza subarmata ingår i släktet Brachypeza och familjen svampmyggor.
Artens utbredningsområde är Alaska. Inga underarter finns listade i Catalogue of Life.